# Agustín Aranzábal
Agustín Aranzábal Alkorta, né le 15 mars 1973 à Bergara dans le Guipuscoa, est un footballeur international espagnol qui occupait le poste d'arrière latéral gauche. Il a effectué l'essentiel de sa carrière à la Real Sociedad.

## Biographie

### Carrière de joueur

#### En club
Il débute avec l'équipe première de la Real Sociedad le 21 février 1993, lors d'une défaite 5-1 contre le Deportivo La Corogne.
La meilleure saison de la Real Sociedad lorsqu'Aranzábal est présent a lieu en 2002-2003. Le club y est à la lutte pour le titre avec le Real Madrid. Aranzábal dispute 32 rencontres de championnat mais se blesse à la cheville droite en mai 2003 lors d'un match face au RCD Majorque. Sa récupération prend plus de temps que prévu, ce qui l'amène à devoir disputer les derniers matchs de championnat,. En son absence, la Real Sociedad perd le titre lors des deux dernières journée, à la suite notamment d'une défaite à l'extérieur face au Celta Vigo, et se classe deuxième de la Liga. La convalescence d'Aranzábal stagnant, il subit mi-juin une arthroscopie à sa cheville, ce qui prolonge son indisponibilité pour une période estimée alors à deux mois.
Capitaine de son équipe, il perd sa place de titulaire lors de la saison 2003-2004. En fin de saison, considérant être en « fin de cycle », il annonce son départ du club et rejoint le Real Saragosse. Il s'engage pour deux saisons, le club paie un transfert d'un million d'euros,.

#### En sélection
Dans la catégorie espoir, Agustín Aranzábal fait partie de la sélection espagnole qui participe à l'Euro dont la phase finale se déroule à Barcelone. Il atteint la finale où l'Espagne est dominée par l'Italie à l'issue des tirs au but et où il réussit sa tentative. Il participe également aux Jeux olympiques d'Atlanta, où il atteint les quarts-de-finale.
La première sélection en équipe nationale d'Agustín Aranzábal a lieu à Séville le 7 juin 1995 contre l'Arménie. La rencontre se solde par une victoire espagnole 1-0. Sa dernière sélection avec la Roja se déroule à Madrid le 30 avril 2003 lors de la réception de l'Équateur, un match remporté par l'Espagne 4-0.
Il est sélectionné pour disputer la Coupe du monde 1998. L'Espagne est éliminée au premier tour et il ne dispute aucune des trois rencontres de son pays. Retenu ensuite pour l'Euro 2000, il joue cette fois avec sa sélection deux matchs de poule et le quart-de-finale perdu face à la France. Son bilan dans cette compétition est jugé insuffisant dans El País. Ses 28 sélections en équipe nationale se soldent par 20 victoires, 5 matchs nuls et trois défaites.
Aranzábal participe à 8 rencontres avec la sélection régionale du Pays basque entre 1995 et 2003.

### Après-carrière
Une fois sa carrière de joueur terminée, Agustín Aranzábal obtient un diplôme d'entraîneur.

## Palmarès
Agustín Aranzábal est finaliste du championnat d'Europe espoirs en 1996.

## Caractéristiques
Évoluant au poste d'arrière gauche, Agustín Aranzábal forme un duo efficace avec le milieu gauche Javier de Pedro lorsque le duo évolue à la Real Sociedad. Ayant plus d'aptitudes en phase offensive que défensive, sa technique lui permet d'être performant sur les une-deux et pour effectuer des passes décisives. Joueur gaucher, il n'est pas du tout à l'aise avec son autre pied. Dans sa jeunesse, son footballeur modèle est Roberto López Ufarte.

## Vie personnelle
Le père d'Agustín Aranzábal, Gaztelu, est également footballeur professionnel. Il partage avec son fils le fait d'avoir joué en sélection espagnole et à la Real Sociedad.

## Statistiques
Le tableau ci-dessous résume les statistiques en match officiel d'Agustín Aranzábal durant sa carrière de joueur professionnel,.
| Saison                | Club                  | Championnat           | Championnat | Championnat | Coupe(s) nationale(s) | Coupe(s) nationale(s) | Compétition(s) continentale(s) | Compétition(s) continentale(s) | Compétition(s) continentale(s) | Sélection                                 | Sélection | Sélection | Total | Total |
| Saison                | Club                  | Division              | M.          | B.          | M.                    | B.                    | Comp.                          | M.                             | B.                             | Équipe                                    | M.        | B.        | M.    | B.    |
| 1991-1992             | Real Sociedad B       | Segunda División B    | 22          | 3           | -                     | -                     | -                              | -                              | -                              | -                                         | -         | -         | 22    | 3     |
| 1992-1993             | Real Sociedad B       | Segunda División B    | 34          | 4           | -                     | -                     | -                              | -                              | -                              | -                                         | -         | -         | 34    | 4     |
| 1992-1993             | Real Sociedad         | Primera División      | 1           | 0           | -                     | -                     | -                              | -                              | -                              | -                                         | -         | -         | 1     | 0     |
| 1993-1994             | Real Sociedad B       | Segunda División B    | 34          | 7           | -                     | -                     | -                              | -                              | -                              | -                                         | -         | -         | 34    | 7     |
| 1993-1994             | Real Sociedad         | Primera División      | 3           | 0           | -                     | -                     | -                              | -                              | -                              | -                                         | -         | -         | 3     | 0     |
| 1994-1995             | Real Sociedad         | Primera División      | 33          | 0           | 4                     | 0                     | -                              | -                              | -                              | Espagne espoirs+Espagne                   | 4+1       | 0+0       | 42    | 0     |
| 1995-1996             | Real Sociedad         | Primera División      | 38          | 0           | 1                     | 0                     | -                              | -                              | -                              | Espagne espoirs+Espagne olympique+Espagne | 5+4+1     | 0+0+0     | 49    | 0     |
| 1996-1997             | Real Sociedad         | Primera División      | 37          | 1           | 2                     | 0                     | -                              | -                              | -                              | Espagne                                   | 3         | 0         | 42    | 1     |
| 1997-1998             | Real Sociedad         | Primera División      | 19          | 1           | 3                     | 0                     | -                              | -                              | -                              | Espagne                                   | 1         | 0         | 23    | 1     |
| 1998-1999             | Real Sociedad         | Primera División      | 37          | 1           | 1                     | 0                     | C3                             | 6                              | 0                              | Espagne                                   | 4         | 0         | 48    | 1     |
| 1999-2000             | Real Sociedad         | Primera División      | 31          | 1           | 2                     | 0                     | -                              | -                              | -                              | Espagne                                   | 11        | 0         | 44    | 1     |
| 2000-2001             | Real Sociedad         | Primera División      | 30          | 1           | 1                     | 0                     | -                              | -                              | -                              | -                                         | -         | -         | 31    | 1     |
| 2001-2002             | Real Sociedad         | Primera División      | 37          | 0           | 1                     | 0                     | -                              | -                              | -                              | Espagne                                   | 3         | 0         | 41    | 0     |
| 2002-2003             | Real Sociedad         | Primera División      | 32          | 0           | 1                     | 0                     | -                              | -                              | -                              | Espagne                                   | 4         | 0         | 37    | 0     |
| 2003-2004             | Real Sociedad         | Primera División      | 24          | 0           | -                     | -                     | C1                             | 7                              | 0                              | -                                         | -         | -         | 31    | 0     |
| 2004-2005             | Real Saragosse        | Primera División      | 21          | 0           | 1                     | 0                     | C3                             | 6                              | 0                              | -                                         | -         | -         | 28    | 0     |
| 2005-2006             | Real Saragosse        | Primera División      | 9           | 0           | -                     | -                     | -                              | -                              | -                              | -                                         | -         | -         | 9     | 0     |
| 2006-2007             | Real Saragosse        | Primera División      | 1           | 0           | 1                     | 0                     | -                              | -                              | -                              | -                                         | -         | -         | 2     | 0     |
| Total sur la carrière | Total sur la carrière | Total sur la carrière | 443         | 19          | 18                    | 0                     | -                              | 19                             | 0                              | -                                         | 41        | 0         | 521   | 19    |